# Seznam dílů seriálu iZombie
Toto je seznam dílů seriálu iZombie. Americký dramatický seriál iZombie vysílala stanice The CW v letech 2015–2019. Celkem vzniklo 71 dílů v pěti řadách.

## Přehled řad
| Řada | Díly | Premiéra v USA  | Premiéra v USA  |
| Řada | Díly | První díl       | Poslední díl    |
| ---- | ---- | --------------- | --------------- |
| 1    | 13   | 17. března 2015 | 9. června 2015  |
| 2    | 19   | 6. října 2015   | 12. dubna 2016  |
| 3    | 13   | 4. dubna 2017   | 27. června 2017 |
| 4    | 13   | 26. února 2018  | 28. května 2018 |
| 5    | 13   | 2. května 2019  | 1. srpna 2019   |

## Seznam dílů

### První řada (2015)
| Č. v seriálu | Č. v řadě | Původní název                            | Režie          | Scénář                                               | Premiéra v USA  |
| ------------ | --------- | ---------------------------------------- | -------------- | ---------------------------------------------------- | --------------- |
| 1            | 1         | Pilot                                    | Rob Thomas     | Rob Thomas a Diane Ruggiero-Wright                   | 17. března 2015 |
| 2            | 2         | Brother, Can You Spare a Brain?          | John Kretchmer | Diane Ruggiero-Wright                                | 24. března 2015 |
| 3            | 3         | The Exterminator                         | Michael Fields | námět: Rob Thomas scénář: Graham Norris a Lee Arcuri | 31. března 2015 |
| 4            | 4         | Liv and Let Clive                        | John Kretchmer | Kit Boss                                             | 7. dubna 2015   |
| 5            | 5         | Flight of the Living Dead                | David Warren   | Deirdre Mangan                                       | 14. dubna 2015  |
| 6            | 6         | Virtual Reality Bites                    | Dermott Downs  | Gloria Calderon Kellett                              | 21. dubna 2015  |
| 7            | 7         | Maternity Liv                            | Patrick Norris | Bob Dearden                                          | 28. dubna 2015  |
| 8            | 8         | Dead Air                                 | Zetna Fuentes  | Aiyana White                                         | 5. května 2015  |
| 9            | 9         | Patriot Brains                           | Guy Bee        | Robert Forman                                        | 12. května 2015 |
| 10           | 10        | Mr. Berserk                              | Jason Bloom    | Deirdre Mangan a Graham Norris                       | 19. května 2015 |
| 11           | 11        | Astroburger                              | Michael Fields | Kit Boss                                             | 26. května 2015 |
| 12           | 12        | Dead Rat, Live Rat, Brown Rat, White Rat | Mairzee Almas  | Diane Ruggiero-Wright                                | 2. června 2015  |
| 13           | 13        | Blaine's World                           | Michael Fields | Rob Thomas                                           | 9. června 2015  |

### Druhá řada (2015–2016)
| Č. v seriálu | Č. v řadě | Původní název                            | Režie          | Scénář                                                                             | Premiéra v USA     |
| ------------ | --------- | ---------------------------------------- | -------------- | ---------------------------------------------------------------------------------- | ------------------ |
| 14           | 1         | Grumpy Old Liv                           | Michael Fields | Rob Thomas                                                                         | 6. října 2015      |
| 15           | 2         | Zombie Bro                               | John Kretchmer | Diane Ruggiero-Wright                                                              | 13. října 2015     |
| 16           | 3         | Real Dead Housewife of Seattle           | Jason Bloom    | Kit Boss                                                                           | 20. října 2015     |
| 17           | 4         | Even Cowgirls Get the Black and Blues    | Matt Barber    | Deirdre Mangan                                                                     | 27. října 2015     |
| 18           | 5         | Love & Basketball                        | Michael Fields | Bob Dearden                                                                        | 3. listopadu 2015  |
| 19           | 6         | Max Wager                                | John Kretchmer | Graham Norris                                                                      | 10. listopadu 2015 |
| 20           | 7         | Abra Cadaver                             | Viet Nguyen    | Justin Halpern a Patrick Schumacker                                                | 17. listopadu 2015 |
| 21           | 8         | The Hurt Stalker                         | Michael Wale   | Sara Saedi                                                                         | 1. prosince 2015   |
| 22           | 9         | Cape Town                                | Mairzee Almas  | Diane Ruggiero-Wright                                                              | 8. prosince 2015   |
| 23           | 10        | Method Head                              | Mark Piznarski | Kit Boss                                                                           | 12. ledna 2016     |
| 24           | 11        | Fifty Shades of Grey Matter              | Mairzee Almas  | Deirdre Mangan a Graham Norris                                                     | 2. února 2016      |
| 25           | 12        | Physician, Heal Thy Selfie               | Zetna Fuentes  | Talia Gonzalez a Bisanne Masoud                                                    | 9. února 2016      |
| 26           | 13        | The Whopper                              | Michael Fields | Rob Thomas                                                                         | 16. února 2016     |
| 27           | 14        | Eternal Sunshine of the Caffeinated Mind | Jason Bloom    | Kit Boss                                                                           | 23. února 2016     |
| 28           | 15        | He Blinded Me… with Science              | Dan Etheridge  | John Enbom                                                                         | 22. března 2016    |
| 29           | 16        | Pour Some Sugar, Zombie                  | Mairzee Almas  | Diane Ruggerio-Wright                                                              | 29. března 2016    |
| 30           | 17        | Reflections of the Way Liv Used to Be    | Michael Fields | Bob Dearden                                                                        | 5. dubna 2016      |
| 31           | 18        | Dead Beat                                | John Kretchmer | John Enbom                                                                         | 12. dubna 2016     |
| 32           | 19        | Salivation Army                          | Michael Fields | námět: Rob Thomas a Diane Ruggerio-Wright scénář: Diane Ruggerio-Wright a Kit Boss | 12. dubna 2016     |

### Třetí řada (2017)
| Č. v seriálu | Č. v řadě | Původní název                         | Režie            | Scénář                             | Premiéra v USA  |
| ------------ | --------- | ------------------------------------- | ---------------- | ---------------------------------- | --------------- |
| 33           | 1         | Heaven Just Got a Little Bit Smoother | Dan Etheridge    | Rob Thomas                         | 4. dubna 2017   |
| 34           | 2         | Zombie Knows Best                     | Jason Bloom      | Diane Ruggiero-Wright              | 11. dubna 2017  |
| 35           | 3         | Eat, Pray, Liv                        | Mairzee Almas    | Graham Norris                      | 18. dubna 2017  |
| 36           | 4         | Wag the Tongue Slowly                 | Viet Nguyen      | Kit Boss                           | 25. dubna 2017  |
| 37           | 5         | Spanking the Zombie                   | Tessa Blake      | Sara Saedi                         | 2. května 2017  |
| 38           | 6         | Some Like It Hot Mess                 | Enrico Colantoni | John Enbom                         | 9. května 2017  |
| 39           | 7         | Dirt Nap Time                         | Michael Fields   | Deirdre Mangan                     | 16. května 2017 |
| 40           | 8         | Eat a Knievel                         | Michael Wale     | John Bellina                       | 23. května 2017 |
| 41           | 9         | Twenty Sided, Die                     | Jason Bloom      | Kit Boss                           | 30. května 2017 |
| 42           | 10        | Return of the Dead Guy                | Viet Nguyen      | Talia Gonzalez a Bisanne Masoud    | 6. června 2017  |
| 43           | 11        | Conspiracy Weary                      | Mark Piznarski   | Bob Dearden                        | 13. června 2017 |
| 44           | 12        | Looking for Mr. Goodbrain (Part 1)    | Michael Fields   | Diane Ruggiero-Wright a John Enbom | 20. června 2017 |
| 45           | 13        | Looking for Mr. Goodbrain (Part 2)    | Dan Etheridge    | Rob Thomas                         | 27. června 2017 |

### Čtvrtá řada (2018)
| Č. v seriálu | Č. v řadě | Původní název                         | Režie             | Scénář                               | Premiéra v USA  |
| ------------ | --------- | ------------------------------------- | ----------------- | ------------------------------------ | --------------- |
| 46           | 1         | Are You Ready for Some Zombies?       | Dan Etheridge     | Rob Thomas                           | 26. února 2018  |
| 47           | 2         | Blue Bloody                           | Michael Fields    | Dean Lorey                           | 5. března 2018  |
| 48           | 3         | Brainless in Seattle (Part 1)         | Michael Wale      | Heather V. Regnier                   | 12. března 2018 |
| 49           | 4         | Brainless in Seattle (Part 2)         | Michael Fields    | Heather V. Regnier                   | 19. března 2018 |
| 50           | 5         | Goon Struck                           | Joaquin Sedillo   | Bob Dearden                          | 26. března 2018 |
| 51           | 6         | My Really Fair Lady                   | Tessa Blake       | Graham Norris                        | 9. dubna 2018   |
| 52           | 7         | Don't Hate the Player, Hate the Brain | Tuan Quoc Le      | Sara Saedi                           | 16. dubna 2018  |
| 53           | 8         | Chivalry Is Dead                      | Jason Bloom       | Diane Ruggiero-Wright                | 23. dubna 2018  |
| 54           | 9         | Mac-Liv-Moore                         | Linda-Lisa Hayter | Talia Gonzalez a Bisanne Masoud      | 30. dubna 2018  |
| 55           | 10        | Yipee Ki Brain, Motherscratcher!      | Enrico Colantoni  | Chelsea Catalanotto                  | 7. května 2018  |
| 56           | 11        | Insane in the Germ Brain              | Jude Weng         | Dean Lorey                           | 14. května 2018 |
| 57           | 12        | You've Got to Hide Your Liv Away      | Jason Bloom       | Diane Ruggiero-Wright a John Bellina | 21. května 2018 |
| 58           | 13        | And He Shall Be a Good Man            | Dan Etheridge     | Rob Thomas                           | 28. května 2018 |

### Pátá řada (2019)
| Č. v seriálu | Č. v řadě | Původní název             | Režie             | Scénář                          | Premiéra v USA    |
| ------------ | --------- | ------------------------- | ----------------- | ------------------------------- | ----------------- |
| 59           | 1         | Thug Death                | Dan Etheridge     | Rob Thomas                      | 2. května 2019    |
| 60           | 2         | Dead Lift                 | Michael Fields    | Philip Hoover a Jacob Farmer    | 9. května 2019    |
| 61           | 3         | Five, Six, Seven, Ate!    | Viet Nguyen       | Diane Ruggiero-Wright           | 16. května 2019   |
| 62           | 4         | dot zom                   | Michael Wale      | John Enbom                      | 23. května 2019   |
| 63           | 5         | Death Moves Pretty Fast   | Linda-Lisa Hayter | Bob Dearden                     | 30. května 2019   |
| 64           | 6         | The Scratchmaker          | Malcolm Goodwin   | Joshua Levy a Prathi Srinivasan | 6. června 2019    |
| 65           | 7         | Filleted to Rest          | Michael Fields    | Chelsea Catalanotto             | 13. června 2019   |
| 66           | 8         | Death of a Car Salesman   | Jason Bloom       | Christina de Leon               | 20. června 2019   |
| 67           | 9         | The Fresh Princess        | Tessa Blake       | John Bellina                    | 27. června 2019   |
| 68           | 10        | Night and the Zombie City | Tuan Le           | Bob Dearden                     | 11. července 2019 |
| 69           | 11        | Killer Queen              | Jude Weng         | John Enbom a Kit Boss           | 18. července 2019 |
| 70           | 12        | Bye, Zombies              | Michael Wale      | Diane Ruggiero-Wright           | 25. července 2019 |
| 71           | 13        | All's Well That Ends Well | Jason Bloom       | Rob Thomas                      | 1. srpna 2019     |